# 瑞雲分岐點
瑞雲分岐點（英语：Seoun Junction）是位于京仁高速公路和首尔外环高速公路的一个公路交汇处，属于仁川广域市富平区新兴洞、桂阳区瑞雲洞和京畿道富川市梧亭区三山洞的交界处。

## 连接路线
- 九里市、高阳市方向：首尔外环高速公路（23号）
- 首尔、仁川方向：京仁高速公路（5号）

## 邻近公路设施
首尔外环高速公路
富川交叉路 - 瑞雲分岐點 - 富平交叉路
京仁高速公路
桂陽交叉路 - 瑞雲分岐點 - 中洞交叉路